# 遥かな人へ
「遥かな人へ」（はるかなひとへ）は、1994年2月2日に発売された髙橋真梨子の22枚目のシングル。

## 解説
本楽曲は、1994年2月に開催されたNHK「リレハンメルオリンピック」のテーマソングとして使用され、1993年12月6日からサビの部分がNHKでオンエアされていた。また、卒業ソングとしても歌われており、NHKで本楽曲がオンエアされると、中高生から卒業式で歌うために楽譜の要望が殺到した。
カップリング曲「素足のボレロ」は、NHK「リレハンメルオリンピック」のイメージソングとして使用された。
「桃色吐息」（1984年）、「はがゆい唇」（1992年）に続いて、2年ぶり3度目のオリコントップ10入りを果たし、シングルの売上は累計50万枚以上を記録した。なお髙橋のシングル曲では、「ごめんね…」（1996年）と「はがゆい唇」に次いで3番目のヒット作となっている。

## 収録曲
- 両楽曲共に、作詞：髙橋真梨子

1. 遥かな人へ [04:16]
作曲：松田良／編曲：岩本正樹
2. 素足のボレロ [05:36]
作曲：岡本朗／編曲：林有三
3. 遥かな人へ（オリジナル・カラオケ）
4. 素足のボレロ（オリジナル・カラオケ）

## カバー
- 五木ひろし（1994年、アルバム「ベストコレクション'94 女・ひとり」収録）
- 柴咲コウ（2016年、アルバム「続こううたう」収録）[4]